# Fiedlbühl
Fiedlbühl ist ein Weiler in der nördlichen Oberpfalz und Ortsteil der Stadt Vohenstrauß.

## Geographische Lage
Der Ort Fiedlbühl liegt im Vorderen Oberpfälzer Wald etwa 1,6 km nördlich von Vohenstrauß und 2,5 km nördlich der Autobahn A6. Er befindet sich am Südwestrand des ausgedehnten Waldgebietes rund um den 801 m hohen Fahrenberg.
Am östlichen Ortsrand von Fiedlbühl liegt ein Weiher, in den von Norden aus dem Fahrenbergmassiv zwei Bäche einströmen. Der östliche Bach heißt Fahrenberger Bach. Der Weiher entwässert in den Fahrenberger Bach.
Wenn man die Darstellung auf der historischen Karte von 1817 - 1841 mit der Darstellung auf der modernen Karte vergleicht, stellt man fest, dass noch im 19. Jahrhundert die Häuser östlich und südlich des Weihers Fiedlbühl genannt wurden.
Seit Mitte des 20. Jahrhunderts wurde eine neu entstandene Siedlung westlich des Weihers Fiedlbühl genannt und das Gebiet des ursprünglichen Fiedlbühls wurde nun mit Kapplhaus bezeichnet.

## Geschichte
Im 18. Jahrhundert gehörte Fiedlbühl zum Amt Vohenstrauß. Dieses umfasste neben Vohenstrauß selbst die Orte Altenstadt, Fiedlbühl, Ölschlag, Papiermühle, Fürstenmühle, Neuwirtshaus, Oberlind, Unterlind, Obertresenfeld und Untertresenfeld.
Zu dieser Zeit hatte Fiedlbühl 5 Anwesen.
Fiedlbühl gehörte zum 1808 gebildeten Steuerdistrikt Altenstadt. Zu diesem gehörten neben Altenstadt selbst Obertresenfeld, Untertresenfeld, Fiedlbühl, Kößlmühle, Oelschlag, Papiermühle.
Bis 1821 bis 1830 bildete Altenstadt zusammen mit Fiedlbühl und Oelschlag eine selbständige unmittelbare landgerichtische Ruralgemeinde.
1830 wurde die bis dahin selbständige Gemeinde Tresenfeld mit Altenstadt vereinigt.
Seit 1830 sind auch Kößlmühle und Papiermühle als zu Altenstadt gehörig belegt.
Mit der Gemeindereform 1972 kam Fiedlbühl in die Gemeinde Vohenstrauß.

### Einwohnerentwicklung in Fiedlbühl ab 1838

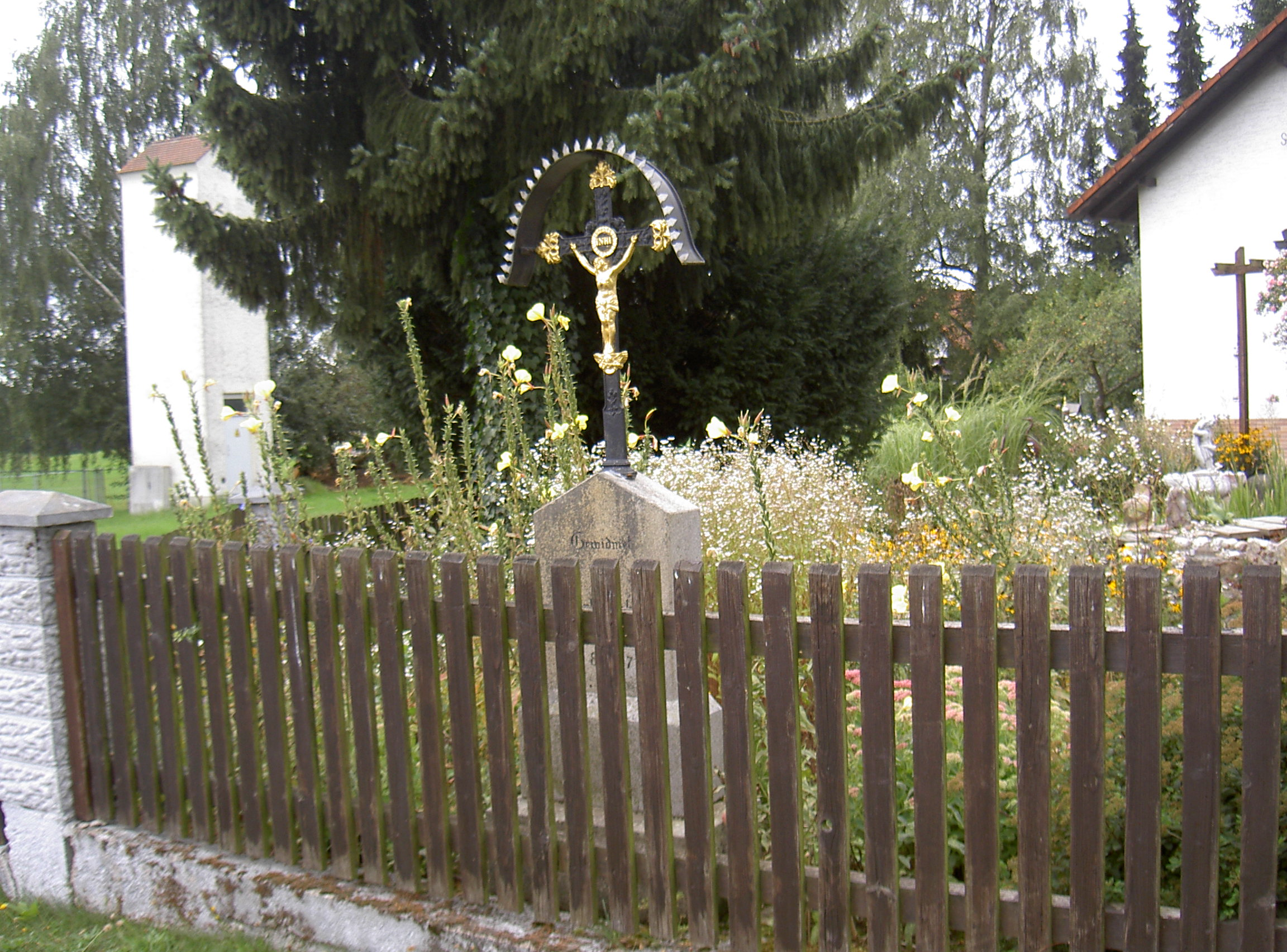
Denkmalgeschütztes Wegkreuz in Fiedlbühl

| Jahr | Einwohner | Gebäude |
| ---- | --------- | ------- |
| 1838 | 37        | 6       |
| 1871 | 31        | 6       |
| 1885 | 46        | 8       |
| 1900 | 67        | 8       |
| 1913 | 37        | 6       |
| 1925 | 59        | 9       |

| Jahr | Einwohner | Gebäude |
| ---- | --------- | ------- |
| 1950 | 88        | 13      |
| 1961 | 44        | 10      |
| 1970 | 43        | k. A.   |
| 1987 | 25        | 9       |
| 2011 | 30        | k. A.   |

### Wegkapelle zu Fiedlbühl
Noch unter der Bauherrschaft der Gemeinde Altenstadt wurde am 2. September 1963 mit einem Kapellenbau begonnen, der am 30. April 1964 abgeschlossen wurde. Die schlichte Kapelle besitzt einen offenen, etwa 2,5 m hohen Dachreiter mit einer Glocke. Am Altar befindet sich ein kreuz und eine handgeschnitzte Marienstatue mit dem Jesuskind, die der damalige Stimmkreisabgeordnete und bayerische Ministerpräsident Alfons Goppel am 25. September 1970 spendete.